# Comisena
Comisena (em grego clássico: Κωμισηνή; romaniz.: Cōmisēnē), Cumis (em árabe: قومس; romaniz.: Qūmis), Comis (em persa: کومس; romaniz.: Kōmis) ou Conxe (em armênio: Կոմշ; romaniz.: Komsh) era uma província importante na Pérsia pré-islâmica, situada entre o sul da bacia hidrográfica da cordilheira Elbruz e as franjas setentrionais do deserto de Cavir. No Império Sassânida, separava as províncias de Rei e Gurgã. Seus limites ocidentais situam-se nos distritos rurais orientais de Rei, enquanto no leste seguiu para o Coração. Foi cortada ao meio pela estrada do Coração, ao longo da qual estavam situadas as cidades (de oeste para leste) de Cuar (Coarena; atual Aradã), Semnã, Hecatômpilo e Bastã. Em sua extremidade sudeste estava localizada a cidade de Biar (moderna Beiarjomande).